# Betakarítás Pontoise-ban (Pissarro-kép)
A Betakaírást Pontoise-ban (La Récolte, Pontoise) Camille Pissarro festménye, amely a New York-i Metropolitan Művészeti Múzeum európai gyűjteményének része.
Pissarro harmincéves pályafutása alatt számos alkalommal készített olajképet, ceruzarajzot és gouache technikával készült festményt krumpliszedésről. A témát Jean-Baptiste Camille Corot barbizoni festőtől kölcsönözte, de a szaggatott, megtört ecsetvonások már későbbi művészek, mint Georges Seurat alkotásait előlegezik meg. A Metropolitan-múzeum Lehman-gyűjteményében található Pissarro-kép kompozíciója gondosan strukturált, tónusai és ecsetkezelése kifejező. A kép olajfestékkel készült vászonra 1881-ben, 46 × 55,2 centiméteres, bekeretezve 72,1 × 81,1 centiméteres.
A festményt Paul Durand-Ruel műkereskedő galériája vásárolta meg az alkotótól 1886 előtt. 1901-ben New Yorkban értékesítették. Ezután többször cserélt gazdát az Amerikai Egyesült Államokban, majd 1948. november 15-én Robert Lehman műgyűjtő tulajdonába került.